# ساكن الحرج
ساكن الحرج أو بيبرية (الاسم العلمي: Bebearia)، جنس فراشات من حرشفيات الأجنحة وفصيلة الحورائيات. يقتصر وجود أنواعه على الإقليم المداري الإفريقي بشكل رئيسي في غابات غينيا بغرب إفريقيا والغابات المطيرة الكونغولية.